# Khon Kaen Sports School Stadium
Das Khon Kaen Sports School Stadium (Thai สนาม รร.กีฬาขอนแก่น) ist ein Mehrzweckstadion in Khon Kaen in der Provinz Khon Kaen, Thailand. Es wurde hauptsächlich für Fußballspiele genutzt und war in der Saison 2015 das Heimstadion vom Khon Kaen United Football Club. Das Stadion hat eine Kapazität von 2500 Personen. Eigentümer und Betreiber des Stadions ist die Khon Kaen Sports School.

## Nutzer des Stadions
| Verein              | Zeitraum der Nutzung |
| ------------------- | -------------------- |
| Khon Kaen United FC | 2015                 |